# Castillo de Krageholm
El Castillo de Krageholm (en sueco: Krageholms slott) es una propiedad en el municipio de Ystad en Escania, Suecia.

## Historia
El castillo original de la finca es nombrado en el siglo XIV como posesión de la familia Due, y después de las familias Tott, Brahe, Marsvin y Krabbe. En los tiempos de Dinamarca, el castillo fue llamado Krogholm y su propietario más famoso fue el Barón Jörgen Krabbe quien era un nativo danés que eligió jurar lealtad a la Corona sueca cuando Escania fue cedida a Suecia en 1658. Durante la guerra de Escania de 1676-1679, Krabbe fue encarcelado y ejecutado con los cargos de colusión con los daneses y alta traición. Varios de sus empleados, incluyendo el administrador de la finca Christopher, también fueron ejecutados por los suecos. El castillo fue en consecuencia disputado por tropas danesas y suecas y hubo una intensa lucha en los terrenos del castillo, incluyendo bombardeos. La viuda de Krabbe, Jytte Thott, tuvo que vender la mayoría de las propiedades de la familia, incluyendo Krogholm, porque se habían empobrecido durante la guerra. En 1704, el castillo fue vendido a Carl Piper (1647-1716) y su nombre fue modificado a un sonido más sueco como 'Krageholm' que se ha mantenido hasta hoy. El castillo fue restaurado y remodelado en estilo barroco por la viuda de Carl Piper, Christina Piper (1673-1752) en la década de 1720, que la usó como su residencia principal hasta su muerte en 1752. El castillo perteneció a la familia Piper entre 1752-1897, a la familia Brahe 1907-30 y desde entonces de nuevo a la familia Piper.